# Cryptus incubator
Cryptus incubator là một loài tò vò trong họ Ichneumonidae.